# پولیپوز آدنوماتوز خانوادگی
پولیپوز آدنوماتوز خانوادگی (انگلیسی: Familial adenomatous polyposis) یا به اختصار «FAP» یک بیماری ارثیاتوزومال غالب است که در آن پولیپ‌های آدنومی متعدد، عمدتاً در بافت پوششی داخلی روده بزرگ تشکیل می‌شوند. در حالی که این پولیپ‌ها خوش‌خیم هستند، اما اگر برداشته نشوند، بدخیم شده و به سرطان روده بزرگ مبدل می‌شوند. سه نوع شناخته‌شده از این بیماری وجود دارد، نوع کلاسیک (اصلی) آن و همچنین پولیپوز آدنوماتوز خانوادگی خفیف (که در قدیم به سندرم آدنوم مسطح ارثی معروف بود) در اثر نقص در سازندهٔ APC ایجاد می‌شود که بر روی کروموزوم ۵ قرار دارد. نوع سوم «پولیپوز آدنوماتوز خانوادگی اتوزومال مغلوب» (یا پولیپوز مرتبط با ژن موت‌وای‌اچ) است که به‌دلیل نقص در ژن موت‌وای‌اچ بر روی بازوی کوتاه کروموزوم ۱ ایجاد می‌شود. از بین این سه، پولیپوز آدنوماتوز خانوادگی کلاسیک (FAP) شدیدترین و شایع‌ترین شکل بیماری است. اگرچه برای هر سه، پولیپ‌ها و سرطان در ابتدا به دیواره روده بزرگ محدود می‌شوند؛ اما تشخیص به موقع و برداشتن تومور پیش از متاستاز در خارج از روده بزرگ می‌تواند تا حد زیادی گسترش سرطان را کاهش داده و در بسیاری از موارد از بین ببرد.
علت اصلی پولیپوز آدنوماتوز خانوادگی یک جهش ژنتیکی است - تغییری در ژن‌های سرکوبگر تومور در بدن که از ایجاد تومورها جلوگیری می‌کند. این تغییر به سلول‌های متعدد دیواره روده اجازه می‌دهد تا زمانی که معمولاً به پایان عمر خود می‌رسند به پولیپ‌های سرطانی بالقوه تبدیل شوند. در نهایت یک یا چند سلول اینچنینی در نهایت پیشرفت کرده و مبدل به سرطان می‌شود (۷٪ خطر تا سن ۲۱ سالگی، به ۸۷٪ در سن ۴۵ سالگی و ۹۳٪ در ۵۰ سالگی افزایش می‌یابد). این تغییرات ژنی مستقیماً باعث ایجاد سرطان نمی‌شود، بلکه توانایی بدن برای جلوگیری از سرطانی شدن سلول‌ها را کاهش می‌دهد. حتی با وجود تغییر ژن، ممکن است هنوز مدتی زمان لازم باشد تا یک سلول واقعاً سرطانی شود، و این ژن ممکن است در برخی موارد، هنوز تا حدی از تشکیل و رشد تومورها جلوگیری کند، بنابراین سرطان ناشی از FAP سال‌ها طول می‌کشد تا ایجاد شود و سرطان تقریباً همیشه در بزرگسالی خود را نشان می‌دهد.
شکل دوم پولیپوز آدنوماتوز خانوادگی، که به عنوان پولیپوز آدنوماتوز خانوادگی خفیف شناخته می‌شود، ژن سازندهٔ APC کارش را انجام می‌دهد اما عملکردش اندکی مختل است؛ بنابراین تا حدودی قادر است طبق برنامهٔ معمول خود کار کند. خطر ابتلا به سرطان روده در تمام طول عمر در بیماران مبتلا به پولیپوز آدنوماتوز خانوادگی خفیف همچنان ۷۰٪ است (بر اساس تخمین‌های پژوهشگران)، اما عموماً با پولیپ‌های بسیار کمتر (معمولا ۳۰) تظاهر می‌کند؛ به جای صدها یا هزاران پولیپی که در FAP یافت می‌شود و در سنی تظاهر می‌کند که FAP دیگر محتمل در نظر گرفته نمی‌شود - معمولاً بین ۴۰ تا ۷۰ سالگی (متوسط ۵۵ سال) و نه ۳۰ سالگی به بالا. از آنجا که پولیپ بسیار کمتری در این نوع پولیپوز وجود دارد، گزینه‌های مدیریت درمان نیز ممکن است متفاوت باشند.
نوع سوم، پولیپوز آدنوماتوز خانوادگیِ اتوزومال مغلوب یا پولیپوز مرتبط با ژن موت‌وای‌اچ نیز خفیف‌تر است و همان‌طور که از نامش پیداست، برای بروز این عارضه به هر دو والد مبتلا نیاز دارد که هر دو «ناقل» ژن معیوب باشند.
گاهی پولیپوز آدنوماتوز خانوادگی بیش از آنچه انتظار می‌رود در بخش‌های نخست روده بزرگ و حتی قسمت فوقانی‌تر دستگاه گوارش ظاهر شود (به عنوان مثال، کولون صعودی، یا نزدیک به خم طحالی روده، یا در معده یا دوازدهه) یعنی در جاهایی که تا زمان شکل‌گیری سرطان و پیشرفته شدنش، هیچ علامتی ایجاد نمی‌شود. جهش‌های APC با برخی سرطان‌های دیگر مانند سرطان تیروئید مرتبط است. از آنجایی که جهش ایجادکننده پولیپوز آدنوماتوز خانوادگی اتوزومال غالب است می‌تواند مستقیماً از هر یک از والدین به کودک به ارث برسد. یک آزمایش خون ژنتیکی وجود دارد که می‌توان این جهش ژنی را تعیین کند و بنابراین می‌تواند احتمال پولیپوز آدنوماتوز خانوادگی را پیش‌بینی کند. افراد در معرض خطر (به دلیل سابقهٔ خانوادگی یا آزمایش‌های ژنتیکی) بهتر است در تمام طول زندگی، معمولاً هر ۱ تا ۳ سال یکبار تحت بررسی روده‌ها قرار گیرند؛ از آغاز بلوغ برای پولیپوز آدنوماتوز خانوادگی و اوایل بزرگسالی برای اشکال خفیف. اگر پولیپ‌های متعدد روده بزرگ در کولونوسکوپی دیده شد، به دلیل خطر بالای مرگ زودرس ناشی از سرطان، توصیه می‌شود روده بزرگ با جراحی خارج شود. امروزه مراکز ثبت بین‌المللی پولیپوز به‌وجود آمده تا موارد شناخته‌شدهٔ پولیپوز آدنوماتوز خانوادگی یا انواع جهش‌های ژنی APC را برای اهداف پژوهشی و بالینی ردیابی کند. جهش APC همچنین معمولاً در موارد غیر ارثی سرطان روده بزرگ رخ می‌دهد و بر اهمیت آن در این نوع سرطان تأکید می‌کند.
بیماران مبتلا به این بیماری از اوایل نوجوانی به تدریج (و بیشتر اوقات بدون علامت) صدها تا هزاران پولیپ روده‌ای (و گاهی پولیپ در جاهای دیگر) پیدا می‌کنند. پولیپ‌ها ضایعات کوچکی در سطح لوله گوارش، به ویژه در روده بزرگ و راست‌روده. پولیپ‌ها گاهی خونریزی می‌کنند و منجر به حضور خون در مدفوع می‌شوند. در صورتی که خونریزی واضح و آشکار نباشد، ممکن است بیمار به دلیل کمبود آهن به تدریج دچار کم‌خونی شود. اگر بدخیمی ایجاد شود، ممکن است با کاهش وزن، تغییر عادت روده یا حتی متاستاز به کبد یا جاهای دیگر تظاهر یابد. پولیپوز آدنوماتوز خانوادگی همچنین می‌تواند در برخی افراد «بی‌صدا» ایجاد شود و تا زمانی که به سرطان رودهٔ پیشرفته تبدیل نشود، علائم کمی از خود نشان داده یا حتی کاملاً بدون علامت باشد.
از آنجایی که پولیپوز خانوادگی طی سالیان متمادی و به آهستگی ایجاد می‌شود، و همچنین می‌تواند به شکل «خفیف» حتی به صورت بسیار تدریجی ظاهر شود، پولیپ‌های ناشی از پولیپوز آدنوماتوز خانوادگی قادر است در هر سنی - از نوجوانی تا پیری - منجر به سرطان شوند.
بسته به ماهیت نقص در ژن APC و اینکه به شکل کامل یا ضعیف باشد، پولیپوز خانوادگی ممکن است به صورت پولیپ در روده بزرگ یا مجرای دوازدهه یا هر ترکیبی از اینها ظاهر شود؛ بنابراین، عدم وجود پولیپ در مثلاً راست‌روده ممکن است به خودی خود، برای تأیید عدم وجود پولیپ کافی نباشد. ممکن است لازم باشد سایر قسمت‌های دستگاه گوارش را بررسی و به صورت بصری پایش کنید. برای این کار کولونوسکوپی بر سیگموئیدوسکوپی ترجیح داده می‌شود، زیرا مشاهده بهتر محل رایج پولیپ در کولون صعودی را فراهم می‌کند.
عامل تعیین‌کننده ژنتیکی در پولیپوز خانوادگی همچنین ممکن است ناقلین را مستعد ابتلا به سایر بدخیمی‌ها، به عنوان مثال، سرطان دوازدهه و سرطان معده (به‌ویژه آدنوکارسینوم آمپول واتر) کند. ضایعات دیگری که ممکن است به FAP اشاره کنند، ایجاد فیبروم‌های گاردنر و تومورهای دسموئید (تومورهای خوش‌خیم پوستی که ممکن است قبل از سایر علائم این بیماری آشکار شوند)، ضایعات رنگدانه‌ای شبکیه (موسوم به «CHRPE - هیپرتروفی مادرزادی اپیتلیوم رنگدانه شبکیه»)، کیست‌های استخوان فک، کیست‌های سباسه و استئوماتا (تومورهای خوش‌خیم استخوان) هستند. به مجموعهٔ پولیپوز، استئوما، فیبروم و کیست‌های چربی، (با یا بدون اسکار غیرطبیعی) سندرم گاردنر گفته می‌شود.
میزان بروز جهش این ژن بین ۱ در ۱۰٬۰۰۰ تا ۱ در ۱۵٬۰۰۰ تولد است. تا سن ۳۵ سالگی، ۹۵ درصد از افراد مبتلا به پولیپوز آدنوماتوز خانوادگی (با بیش از ۱۰۰ آدنوم) دارای پولیپ هستند. بدون کولکتومی، سرطان رودهٔ بزرگ عملاً اجتناب‌ناپذیر است. میانگین سن سرطان روده بزرگ در افراد درمان نشده ۳۹ سال (محدوده ۳۴ تا ۴۳ سال) است.

## برای مطالعهٔ بیشتر
- Jasperson, Kory W.; Patel, Swati G.; Ahnen, Dennis J. (2 February 2017). "APC-Associated Polyposis Conditions".  In Adam MP; Ardinger HH; Pagon RA; Wallace SE (eds.). GeneReviews. Seattle WA: University of Washington. PMID 20301519. NBK1345. — full clinical summary of FAP and attenuated FAP, including lifetime risks, epidemiology etc.
- Familial adenomatous polyposis در مرجع ژنتیک کتابخانه ملی پزشکی ایالات متحده آمریکا
- Familial Adenomatous Polyposis—eMedicine Gastroenterology
- Colon, Polyposis Syndromes
- National Cancer Institute: Genetics of Colorectal Cancer information summary